# Incidente del Vickers Valletta di Aldbury del 1954
Il 6 gennaio 1954 un Vickers Valetta da addestramento della No. 2 Air Navigation School della Royal Air Force (WJ474) si schiantò vicino alla base RAF Bovingdon subito dopo il decollo a causa del maltempo.

## L'incidente
Il Valetta fu autorizzato a svolgere un'esercitazione di pilotaggio e navigazione da RAF Thorney Island a RAF Bovingdon e ritorno. Il volo doveva servire anche come trasporto di una squadra di rugby per una partita a RAF Halton.
L'aereo completò la prima tratta da Thorney Island a Bovingdon con 16 passeggeri senza incidenti. Per il volo di ritorno salì a bordo un passeggero extra sebbene l'aereo avesse solo 16 posti passeggeri. Il pilota non aveva giocato nella partita di rugby, ma gli altri membri dell'equipaggio sì. Il Valetta decollò alle 17:16 con una visibilità di 1200 iarde sulla neve. Il velivolo fu visto salire a circa 400 piedi, poi, durante una virata a sinistra, colpì un albero cinque miglia a nord dell'aeroporto schiantandosi vicino a Tom's Hill, Aldbury, su parte della tenuta di Ashridge Park del National Trust. L'aereo si schiantò su un pendio boscoso quando entrambi i motori furono strappati via dall'impatto. La fusoliera continuò a slittare sul terreno per altre 100 iarde con una scia di detriti di relitti e corpi.

## Salvataggio e conseguenze
I detriti erano sparsi per oltre due miglia, con un freddo vento da nord e ghiaccio e neve sul terreno combinati con una strada di accesso troppo stretta che ostacolarono le operazioni di salvataggio. L'ufficiale della stazione dei vigili del fuoco disse che ci avevano messo mezz'ora per trovare i detriti. Il capo ranger del National Trust, assieme a quattro membri del suo staff, fu il primo ad arrivare sulla scena e raccontò: "Dieci corpi erano sparsi e abbiamo trovato due uomini vivi. Uno era fuori dall'aereo e non sembrava essere ferito gravemente. L'altro è stato estratto dall'interno della fusoliera distrutta ed era solo semi-cosciente." Si riuscì a salvare due passeggeri, ma uno morì in ospedale più tardi; anche tutti gli altri a bordo non sopravvissero all'incidente. Il luogo dello schianto era vicino allo stesso punto in cui un Boeing B-17 Flying Fortress era precipitato durante la seconda guerra mondiale.

## L'incidente
Non si riuscì a stabilire la causa dell'incidente, ma il passeggero in più e le condizioni meteorologiche al decollo non furono determinanti nel disastro. Si ipotizzò che il pilota stesse cercando di mantenere il contatto visivo con il terreno a causa della scarsa visibilità. Durante l'inchiesta del medico legale tenutasi a Berkhamsted la causa della morte delle sedici vittime fu decretata come decesso accidentalmente. L'unico sopravvissuto, il comandante di stormo Patrick Cliff, dichiarò all'inchiesta di non ricordare nulla dopo essere salito a bordo dell'aereo a Bovingdon. Il medico legale disse che prima della partenza dell'aereo "alcune cose che avrebbero dovuto essere fatte non sono state fatte. Ma la questione del decollo era interamente una questione che spettava al pilota decidere". "Per qualche motivo persero altitudine - nessuno sa perché, nessuno lo saprà mai. Ciò ha causato lo sfortunato incidente. Non c'era niente che non andasse con i motori".